# بوشینگن
بوشینگن (به آلمانی: Böchingen) یک شهر در آلمان است که در زودلیشه واینشتراسه واقع شده‌است. بوشینگن ۷۹۳ نفر جمعیت دارد.